# КК Будивељник
КК Будивељник (укр. БК Будівельник) украјински је кошаркашки клуб из Кијева.

## Историја
Клуб је основан 1945. као СКИФ, а данашње име носи од 1962. године. Првенство Совјетског Савеза једном је освојио (1989. год.), док је седам пута био другопласирани, што га је учинило најуспешнијим украјинским кошаркашким клубом у оквирима ове бивше државе. Након распада Совјетског Савеза остао је најтрофејнији клуб и у украјинском првенству са укупно 10 освојених титула, укључујући и шест узастопних у периоду од 1992. до 1997. године.
Први наступ у европским такмичењима забележио је 1982. године у Купу Рајмунда Сапорте, том приликом стигавши до полуфинала. У Еврокупу је до сада играо у два наврата - први пут у сезони 2010/11. када је добацио до четвртфинала, а други две године касније када је изборио полуфинале. За сезону 2013/14. добио је специјалну позивницу Евролиге.
Кошаркашки савез Украјине је 2018. године забранио Будивељнику да се такмичи у Суперлиги Украјине, због дуговања према играчима.

## Успеси
| Такмичење                 | Такмичење                 | Број                      | Година                                                      |                           |                           |
| Национално првенство - 10 | Национално првенство - 10 | Национално првенство - 10 | Национално првенство - 10                                   | Национално првенство - 10 | Национално првенство - 10 |
| ------------------------- | ------------------------- | ------------------------- | ----------------------------------------------------------- | ------------------------- | ------------------------- |
| Суперлига Украјине        | Првак                     | 10                        | 1992, 1993, 1994, 1995, 1996, 1997, 2011, 2013, 2014, 2017. |                           |                           |
| Суперлига Украјине        | Други                     | 4                         | 1998, 2009, 2010, 2017.                                     |                           |                           |
| Првенство СССР            | Првак                     | 1                         | 1989.                                                       |                           |                           |
| Првенство СССР            | Други                     | 7                         | 1965, 1966, 1977, 1979, 1980, 1981, 1982.                   |                           |                           |
| Национални купови - 0     |                           |                           |                                                             |                           |                           |
| Куп СССР                  | Победник                  | -                         | -                                                           |                           |                           |
| Куп СССР                  | Финалиста                 | 2                         | 1969, 1972.                                                 |                           |                           |

## Познатији играчи
- Мејсио Бастон
- Малком Делејни
- Томас Делининкајтис
- Блејк Ејхерн
- Дејкван Кук
- Рихардс Куксикс
- Дарјуш Лавринович
- Олександр Липовиј
- Артјом Параховски
- Френк Робинсон
- Дахуан Самерс
- Јанис Стрелнијекс
- Џерод Хендерсон
- Суад Шеховић